# Делител на честота
Делител на честота е цифрово устройство, което при подаване на входа му на периодична поредица от импулси, формира на изхода си подобна последователност, но имаща честота на повтаряне на импулсите няколко пъти по-малка, отколкото тази на входа. По-голямата част от делителите се изгражда от двоични броячи. Особеното при делителите на честота е това, че имат само 1 изход. Коефициентът на делене може да бъде постоянен или променлив, тоест програмируем.
Ако входящата честота е {\displaystyle f_{in}}, изходящият сигнал има честота:
{\displaystyle f_{out}={\frac {f_{in}}{n}}}
където {\displaystyle n} е цяло число.